# Grünkraut
Grünkraut ist eine Gemeinde in Baden-Württemberg mit 42 Weilern im Landkreis Ravensburg.
Die Gemeinde ist Sitz des Gemeindeverwaltungsverbands Gullen.

## Geographie

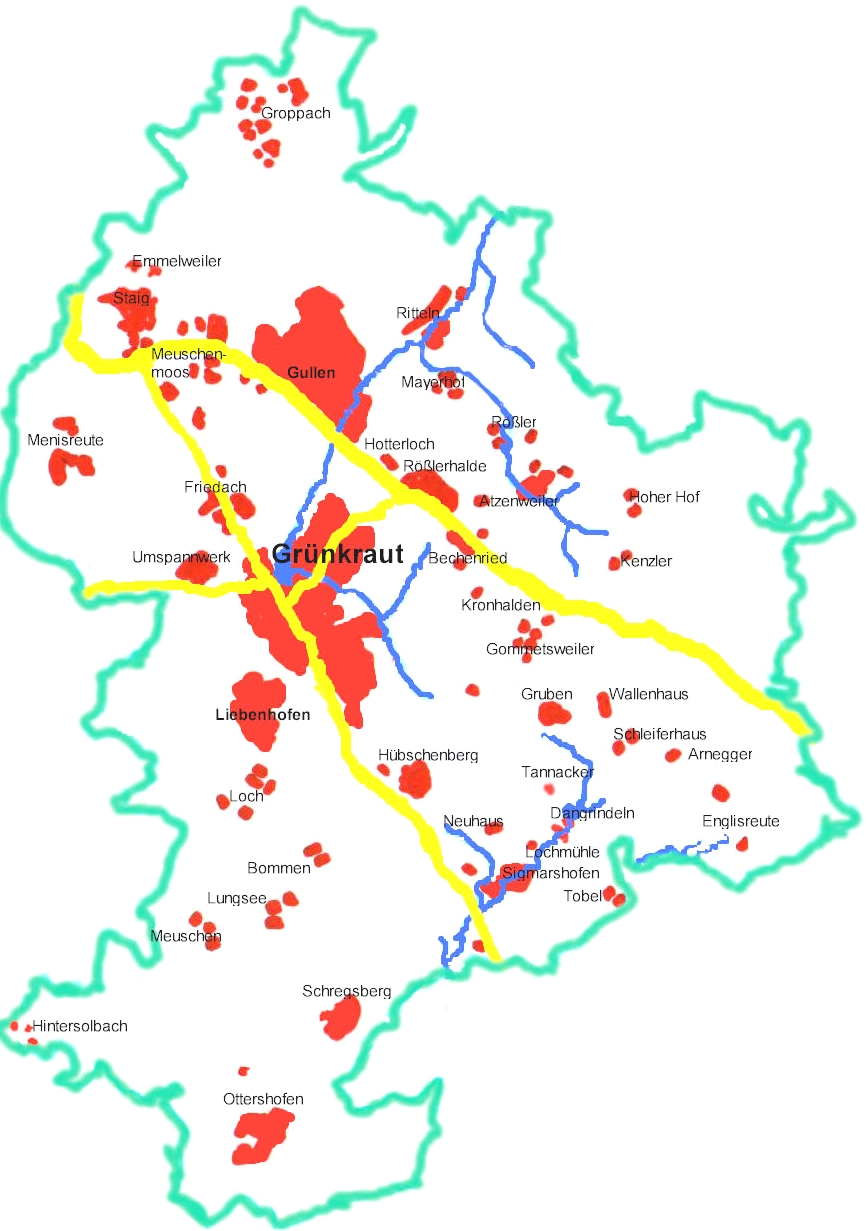
Das Gemeindegebiet von Grünkraut mit seinen verstreuten Weilern

### Geographische Lage
Grünkraut liegt in Oberschwaben, rund sechs Kilometer östlich der Kreisstadt Ravensburg und 170 m über der Schussenniederung.

### Landschaft
Die Landschaft ist geprägt durch die offene, unbewaldete Grünkrauter Höhenplatte, die im Westen durch das Schussenbecken und im Süden durch das Rosenharzer Becken abgegrenzt wird. Am östlichen Rand der Höhenplatte schließt sich das Westallgäuer Hügelland an.

### Naturschutzgebiete

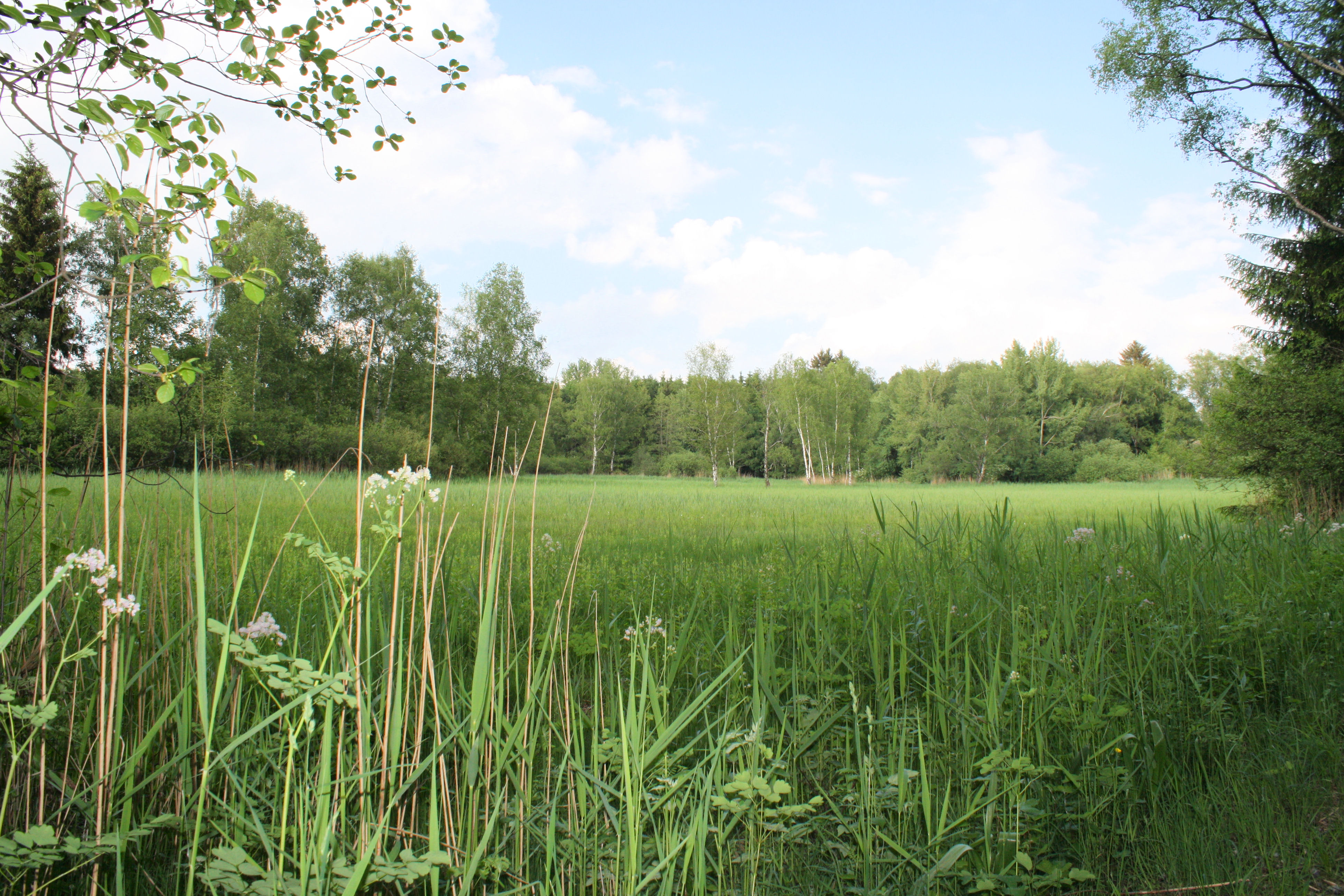
Das Naturschutzgebiet „Wasenmoos bei Grünkraut“ ist das Quellgebiet der Scherzach

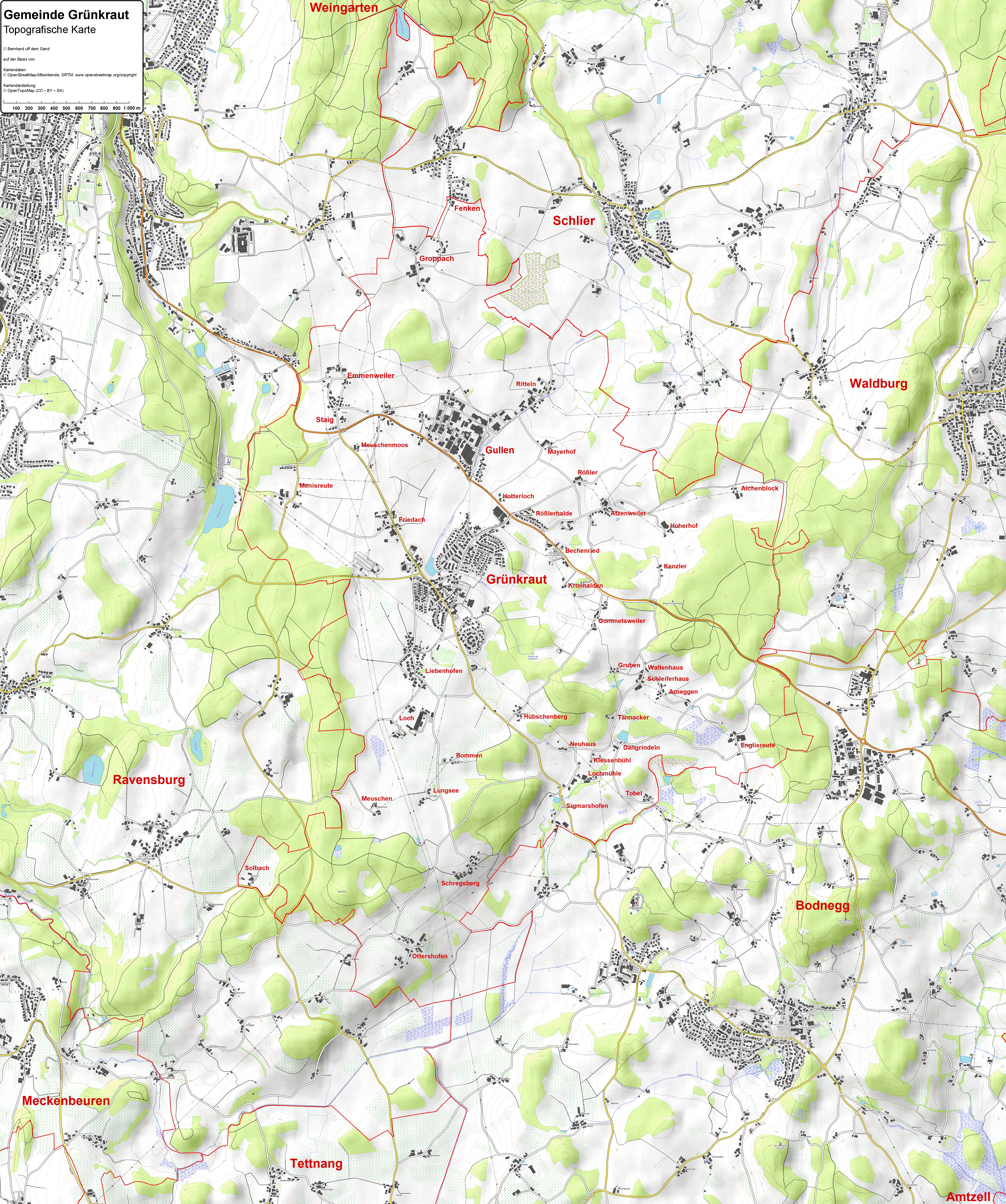
Topografische Karte der Gemeinde Grünkraut

Bedeutende Feuchtbiotope auf der Markung Grünkraut sind die Naturschutzgebiete „Quellmoore bei Englisreute“ und „Wasenmoos bei Grünkraut“. Letzteres wird von zahlreichen Hangquellen gespeist und durch die Scherzach entwässert. Weitere Feuchtgebiete entlang der Berghügel am Nordrand der Höhenplatte sind bei Bechenried und Atzenweiler und die Biotope Buchwiesen und Stechenmoos. Insgesamt sind 90 geschützte Biotope nach dem Landesnaturschutzgesetz und Landeswaldgesetz auf der Gemarkungsfläche ausgewiesen.

### Gewässer
Die Scherzach entspringt im Naturschutzgebiet Wasenmoos und fließt in Süd-Nord-Richtung durch das Gemeindegebiet. Zuerst durch Grünkraut, anschließend durch die Ortsteile Gullen und Ritteln.

### Geologie
Grünkraut befindet sich im Gebiet der Oberen Süßwassermolasse. Über dem anstehenden Gestein befindet sich eine Würm I-Moräne, eine Würm II-Moräne und Geröll.

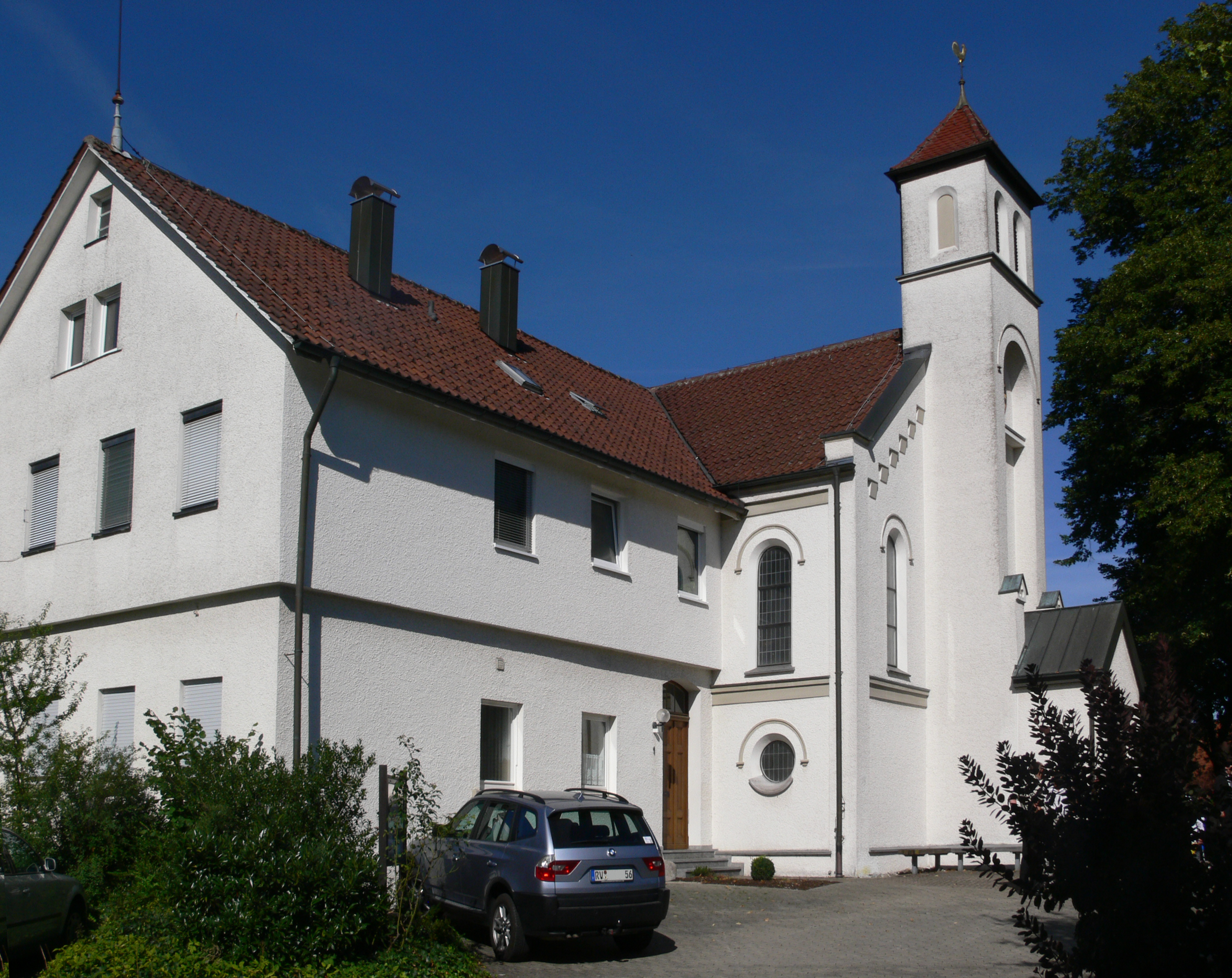
Evangelische Kirche in Atzenweiler

### Ausdehnung des Gemeindegebietes
- Süd-Nord-Ausdehnung 6,5 km
- Ost-West-Ausdehnung 4,5 km

### Nachbargemeinden
Nachbargemeinden sind Bodnegg, Schlier, Waldburg und die Stadt Ravensburg.

### Gemeindegliederung
Die Gemeinde besteht aus dem Hauptort Grünkraut und 42 Weilern:
Aichenblock, Am Ottersberg, Arneggen, Atzenweiler, Bechenried, Bommen, Dangrindeln, Emmelweiler, Englisreute, Friedach, Gommetsweiler, Groppach, Gruben, Gullen, Hintersolbach, Hoherhof, Hotterloch, Hübschenberg, Kenzler, Klessenbühl, Kronhalden, Langäcker, Liebenhofen, Loch, Lochmühle, Lungsee, Mayerhof, Menisreute, Meuschen, Meuschenmoos, Neuhaus, Ottershofen, Ritteln, Rößler, Schleiferhaus, Schregsberg, Sigmarshofen, Staig, Tannacker, Tobel, Wallenhaus, Weiherhalde.

## Geschichte

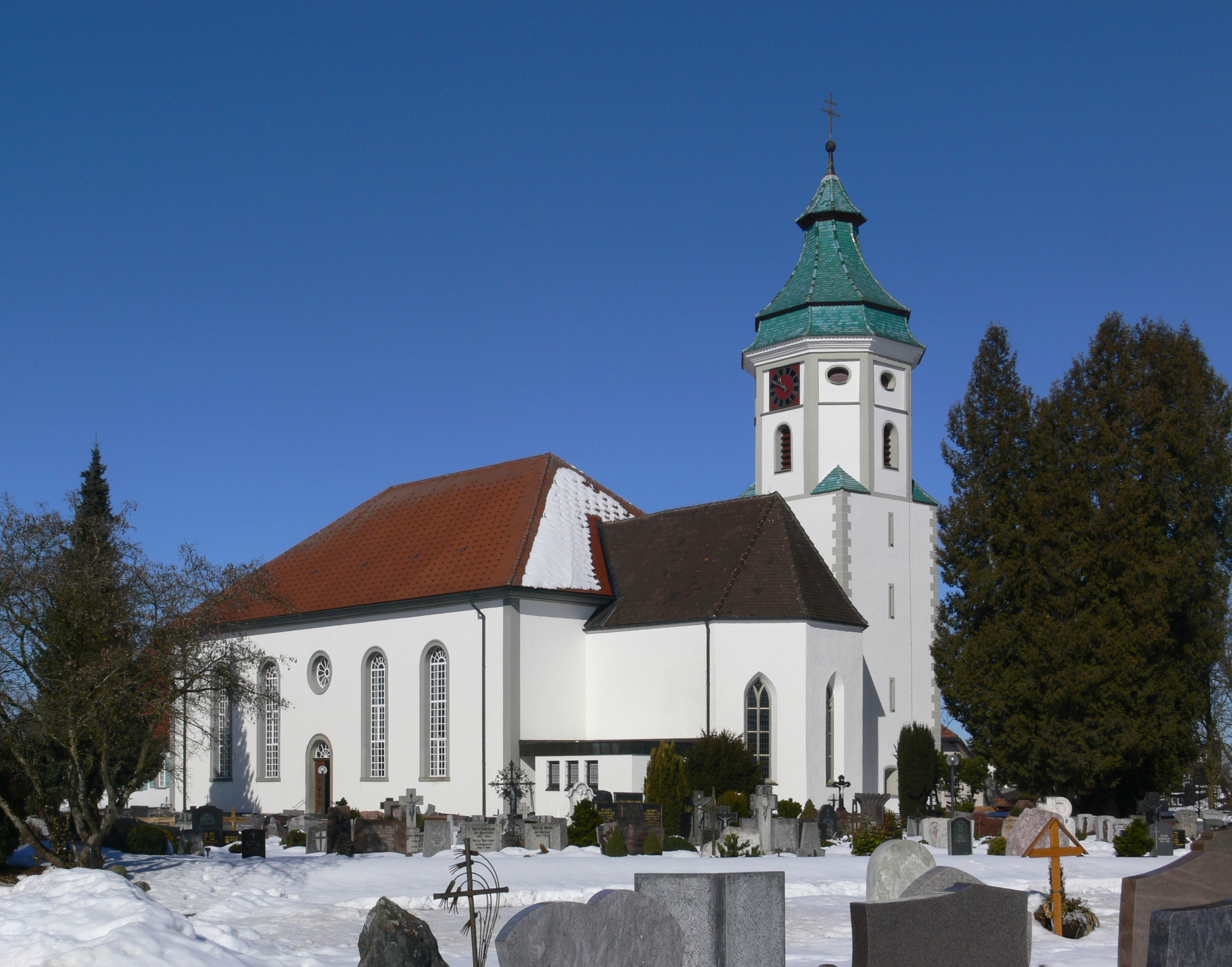
Pfarrkirche St. Gallus und Nikolaus

### Erste Erwähnung und mittelalterliche Ortsgeschichte
Die Geschichte des Ortes Grünkraut geht zurück bis ins Jahr 1236, als der Ortsname „Gruonechrut“ erstmals erwähnt wurde. Wie der Ort zu diesem Namen kam oder was er bedeutet, ist nicht bekannt. Denkbar ist „Chrut“ in der Bedeutung von Greut = Rodung.
Während dieser Zeit lag der Ort im Herzogtum Schwaben. Im Spätmittelalter waren die Grafen von Montfort am Ort begütert und verkauften ihren Besitz 1446 an das Ravensburger Ratsherrengeschlecht Humpis. Durch Verheiratung gelangte der Besitz an die Familie Gremlich, die ihn 1560 an das Kloster Weißenau vererbte.

### Entwicklungen in der Neuzeit
Bis zur Säkularisation 1803, als die Klöster Weißenau und Weingarten aufgelöst wurden, gehörten diesen bis auf wenige Höfe fast alle dortigen Güter. Politisch gehörte Grünkraut zur vorderösterreichischen Landvogtei Schwaben. 1806 kam diese zum neugebildeten Königreich Württemberg, welches den Ort dem Oberamt Ravensburg zuordnete. Während der NS-Zeit in Württemberg fanden zwei Kreisreformen statt. Zunächst gab es 1934 lediglich eine Umbenennung des Oberamts in Kreis Ravensburg, bei dem sich Grünkraut von 1934 bis 1938 befand. Mit der größeren Kreisreform von 1938 kam Grünkraut zum erweiterten Landkreis Ravensburg. Nach dem Zweiten Weltkrieg wurde der Ort Teil der französischen Besatzungszone und erfuhr somit die Zuordnung zum neu gegründeten Land Württemberg-Hohenzollern, welches 1952 im Land Baden-Württemberg aufging.
Im Grünkrauter Weiler Gullen befindet sich die Verwaltung des 1972 gegründeten Gemeindeverwaltungsverbandes Gullen.

### Ausgliederungen
Ittenbeuren und Knollengraben wurden am 1. Februar 1973 nach Ravensburg umgemeindet.

### Einwohnerentwicklung
In der Oberamtsbeschreibung von 1836 werden 44 Parzellen mit insgesamt 923 Einwohnern genannt. Die Einwohnerzahl stieg erst nach dem Zweiten Weltkrieg signifikant an und liegt jetzt bei knapp über 3.000, obwohl ein bevölkerungsmäßig wichtiger Teil des ehemaligen Gemeindegebietes verloren ging.

## Religionen

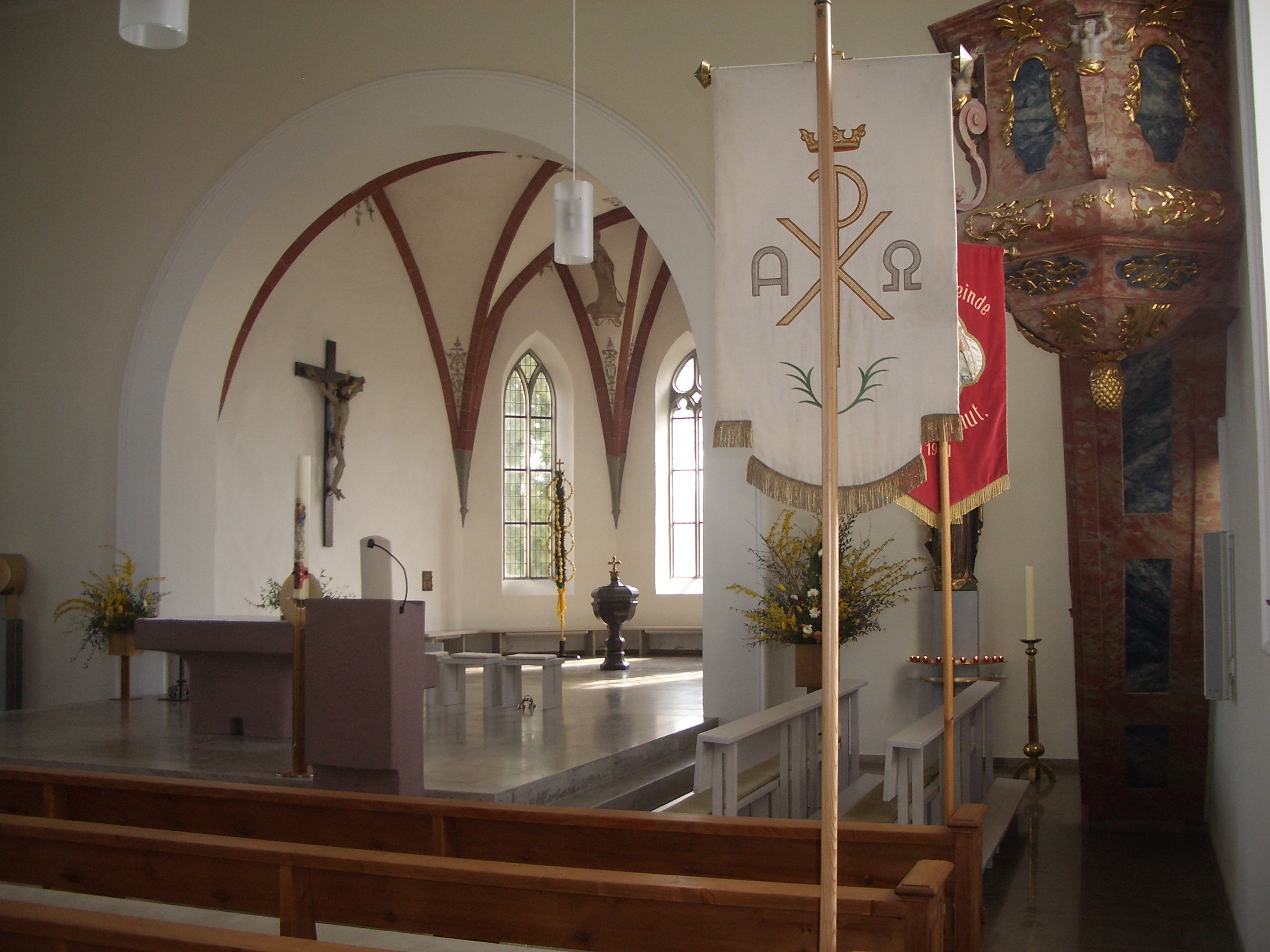
In der Pfarrkirche St. Gallus und Nikolaus

Grünkraut ist wie das gesamte Umland römisch-katholisch geprägt. Die Gemeinde ist Sitz der Pfarrei St. Gallus und Nikolaus. Sie gehört zum 2007 gegründeten Dekanat Allgäu-Oberschwaben.
Die bereits 1869 gegründete evangelische Kirchengemeinde trägt nicht den Namen Grünkraut, weil die katholische Bevölkerung dies den neu zugezogenen evangelischen Christen verwehrte. Daher nannte sie sich nach einem dem Kirchengebäude benachbarten Weiler „Evangelische Kirchengemeinde Atzenweiler“. Sie umfasst heute die politischen Gemeinden Grünkraut, Bodnegg und Waldburg und Randbezirke von Amtzell, Ravensburg und Schlier. Nach dem Zweiten Weltkrieg siedelten sich vermehrt evangelische Heimatvertriebene in Grünkraut an. Die Diaspora-Gemeinde gehört zum Kirchenbezirk Ravensburg und hat 1.350 Mitglieder (Stand 2004). Die Kirche wurde 1885 nach Plänen des Stuttgarter Baurats Felix Berner errichtet.

## Politik

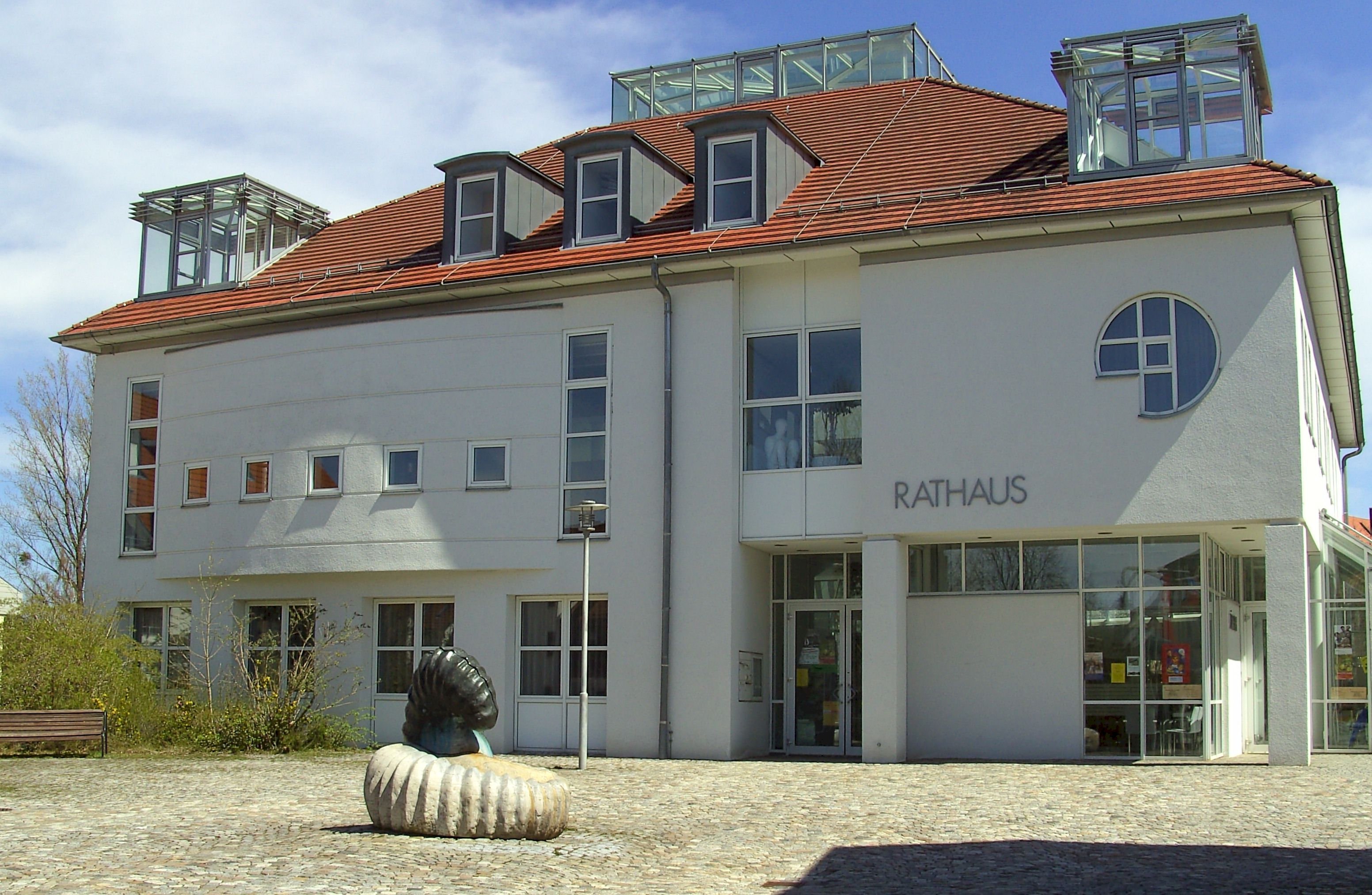
Rathaus

### Haushalt
Die Gemeinde Grünkraut hat seit Jahren einen ausgeglichenen Haushalt und ist trotz hoher Investitionen schuldenfrei.

### Gemeinderat
Der Gemeinderat in Grünkraut besteht aus den gewählten 12 ehrenamtlichen Gemeinderäten und dem Bürgermeister, der den Vorsitz führt und im Gemeinderat stimmberechtigt ist.
Die Kommunalwahl am 9. Juni 2024 führte zu folgendem Ergebnis.  Die Wahlbeteiligung lag bei 66,98 %.
| Partei / Liste        | Stimmenanteil | Sitze | Ergebnis 2019   |
| Bürgerliste Grünkraut | 82,35 %       | 10    | 28,3 %, 3 Sitze |
| SPD                   | 17,65 %       | 2     | 7,2 %, 1 Sitz   |
| Freie Wähler          | 0 %           | 0     | 38,4 %, 5 Sitze |
| Grünkraut Gestalten   | 0 %           | 0     | 26,2 %, 3 Sitze |

### Bürgermeister
Im Oktober 2010 wurde Holger Lehr im ersten Wahlgang zum neuen Bürgermeister gewählt, er wurde damit Nachfolger des langjährigen Bürgermeister Hans Pfeiffer (parteilos). Im Oktober 2018 wurde er ohne Gegenkandidaten wiedergewählt.

## Kommunale Verwaltung
Die Gemeinde Grünkraut betreibt für kommunale Aufgaben seit 2021 einen gemeinsamen Bauhof mit der benachbarten Gemeinde Bodnegg.

### Wappen
| Wappen der Gemeinde Grünkraut | Blasonierung: „In Gold (Gelb) auf grünem Dreiberg ein grünes Farnkraut mit vier Wedeln.“ |
| Wappen der Gemeinde Grünkraut | Wappenbegründung: Das redende Wappen (= „Zum Grünen Kraut“ oder „Im Grünen Kraut“) gibt symbolisch die Hügellandschaft der Gemarkung Grünkraut wieder und geht auf einen Vorschlag der Archivdirektion Stuttgart vom August des Jahres 1935 zurück. Es wurde von der Gemeinde Grünkraut bald darauf akzeptiert, kam aber mitsamt der Flagge erst durch den Erlass des Innenministeriums vom 23. März 1964 zur Verleihung. |

## Naturdenkmäler
- Großer Stein, den vor etwa 16.000 Jahren ein Gletscher der Würmkaltzeit hinterließ. Der riesige Findling mit einem Umfang von 12,4 Meter konnte aufgrund seiner mineralischen Zusammensetzung den Rätischen Alpen als Herkunftsort zugeordnet werden.
- Stieleiche an der Straße nach Elisreute. Die Eiche ist etwa 170 Jahre alt und 22 Meter hoch. Die Stieleiche hat eine lichte Krone.
- Esche, die sich nördlich von Dangrindeln befindet. Sie ist etwa 140 Jahre alt und eine sehr hochstämmige Esche.
- Sommerlinde, welche sich an der Straße nach Tobel befindet. Sie ist eine 23 Meter hohe Sommerlinde. Ihr Alter wird zwischen 120 und 150 Jahre geschätzt.
- Baumgruppe beim Hofgut Dangrindeln. Sie ist etwa 145 Jahre alt. Die Baumgruppe besteht aus zwei Sommerlinden und einer Stieleiche.
- Die Stieleiche steht zwischen Loch und Lungsee auf freiem Feld und ist etwa 120 Jahre alt.
- Sommerlinde, die sich am Ortsrand von Arneggen befindet. Sie wurde im Jahre 1901 gepflanzt.

## Sport

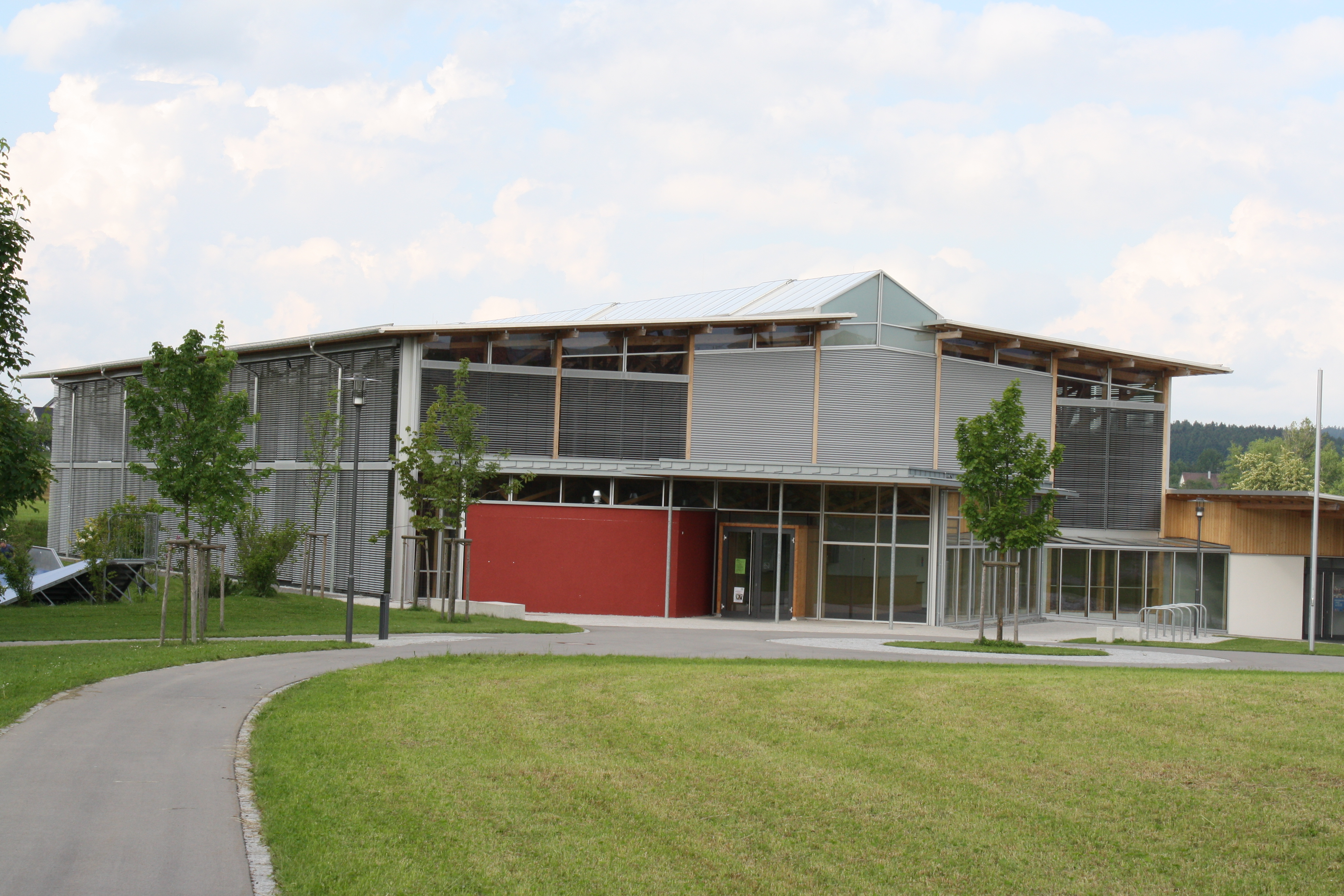
Die neue Sporthalle der Gemeinde Grünkraut

Der TSV Grünkraut hat verschiedenen Abteilungen mit Fußball, Boule und Turnen. Die Gemeinde verfügt seit dem 1. Juli 2008 über eine neue Sporthalle mit Gymnastikraum. Zusätzlich besteht die alte Turn- und Festhalle. Im Umfeld der neuen Sporthalle befindet sich auch ein Bike- und Skateboard-Parcours und eine Beach-Volleyball-Anlage.
Zwischen Grünkraut und dem Ortsteil Liebenhofen befindet sich die Sportanlage des TSV Grünkraut. Für die Abteilung Fußball ist hier ein Hauptspielfeld mit den Maßen 108 auf 68 m und ein etwas kleineres Nebenspielfeld von 105 auf 60 m vorhanden. Beide Rasenfelder sind mit automatischer Beregnungsanlage und Flutlicht ausgestattet. Für die Abteilungen der Leichtathletik sind eine 100-m-Bahn mit 4 Laufbahnen, zwei Weitsprung- und eine Dreisprungbahn vorhanden. Eine Hochsprung-, Stabhochsprung- und Kugelstoßanlage runden das Programm ab. Im vorderen Bereich zur Straße befindet sich ein Kleinspielfeld mit 30 auf 48 m für die Mehrzwecknutzung. Die Einteilung der Felder ist für Basketball, Volleyball, Handball und Tennis vorhanden.
Abgerundet wird die Anlage mit einer Bouleanlage im Freien, das Bouledrome und eine überdachte Anlage, in der ganzjährig diese Sportart betrieben werden kann.
Im Schulsport konnte eine Fußball-Mannschaft der Grundschule Grünkraut im Juli 2023 Landesmeister von Baden-Württemberg werden.

## Regelmäßige Veranstaltungen
- Krautfest

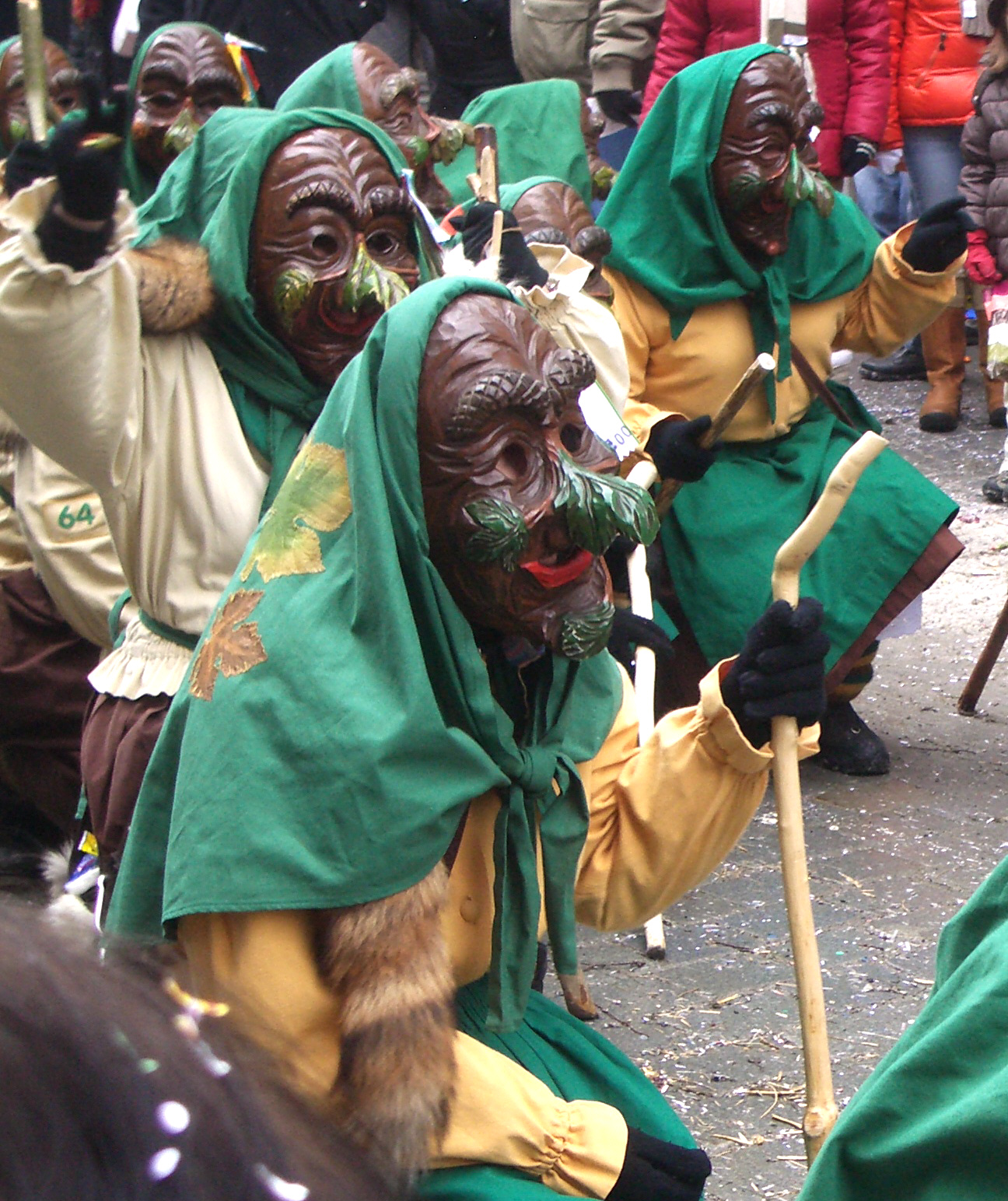
„Schwende-Marie“ des Narrenvereins Grünkraut

- Der 1993 gegründete Narrenverein Grünkraut betreibt die schwäbisch-alemannische Fasnet mit den Narrenfiguren „Schwende-Marie“ und „Widdums-Bauer“.

## Wirtschaft und Infrastruktur
Vor allem im Gewerbegebiet Gullen, an der Bundesstraße 32 gelegen, haben sich viele mittelständische Betriebe angesiedelt. Grünkraut ist Standort eines 380 kV-Umspannwerks, das aus der in der Nähe verlaufenden Nord-Süd-Leitung gespeist wird.

### Verkehr
Über eine Buslinie sind die Städte Ravensburg und Wangen erreichbar. Eine weitere Busverbindung Ravensburg - Bodnegg führt über Grünkraut, das im Nahverkehrsnetz des bodo liegt.

### Ansässige Unternehmen
Größte Arbeitgeber sind Glas Sprinz, Blum-Novotest und Buchmann Fleischwaren.

### Öffentliche Einrichtungen
Grünkraut verfügt über eine öffentliche Bücherei, eine Galerie im Rathaus und eine Musikschule.

### Bildung
Als einzige Bildungseinrichtung verfügt Grünkraut über eine Grundschule.

### Sonstige Infrastruktur
Die Gemeinde ist im Besitz eines Kleinbusses, welches Gemeindemobil genannt wird. Dieser Kleinbus kann von verschiedenen Vereinen und Gruppen gegen eine geringe Gebühr angemietet werden. Des Weiteren gibt es zwei römisch-katholische Kindergärten.
Des Weiteren gibt es mittlerweile seit ca. 2014 schnelles Internet via Glasfaser, es werden Geschwindigkeiten bis 50 Mbit/s erreicht.

## Persönlichkeiten
- Paul Knapp (1879–1953), Pazifist und Gründer der Deutschen Friedenspartei; wirkte als Pfarrer der evangelischen Kirchengemeinde Atzenweiler und starb in Grünkraut.
- Sara Bürkle, Künstlername Lennora Esi (* 1991 in Ravensburg), Musical-Darstellerin[11]

### Ehrenbürger
- Richard Spohn (1880–1959), Unternehmer
- Josef Rist
- August Musch (1918–2009)
- Andreas Bottlinger (* 1934)[12]

### Söhne und Töchter der Stadt
- Matthäus Rothenhäusler (1874–1958), Benediktiner
- Cajetan Baumann OFM (1899–1969), Architekt des Franziskanerordens in den USA

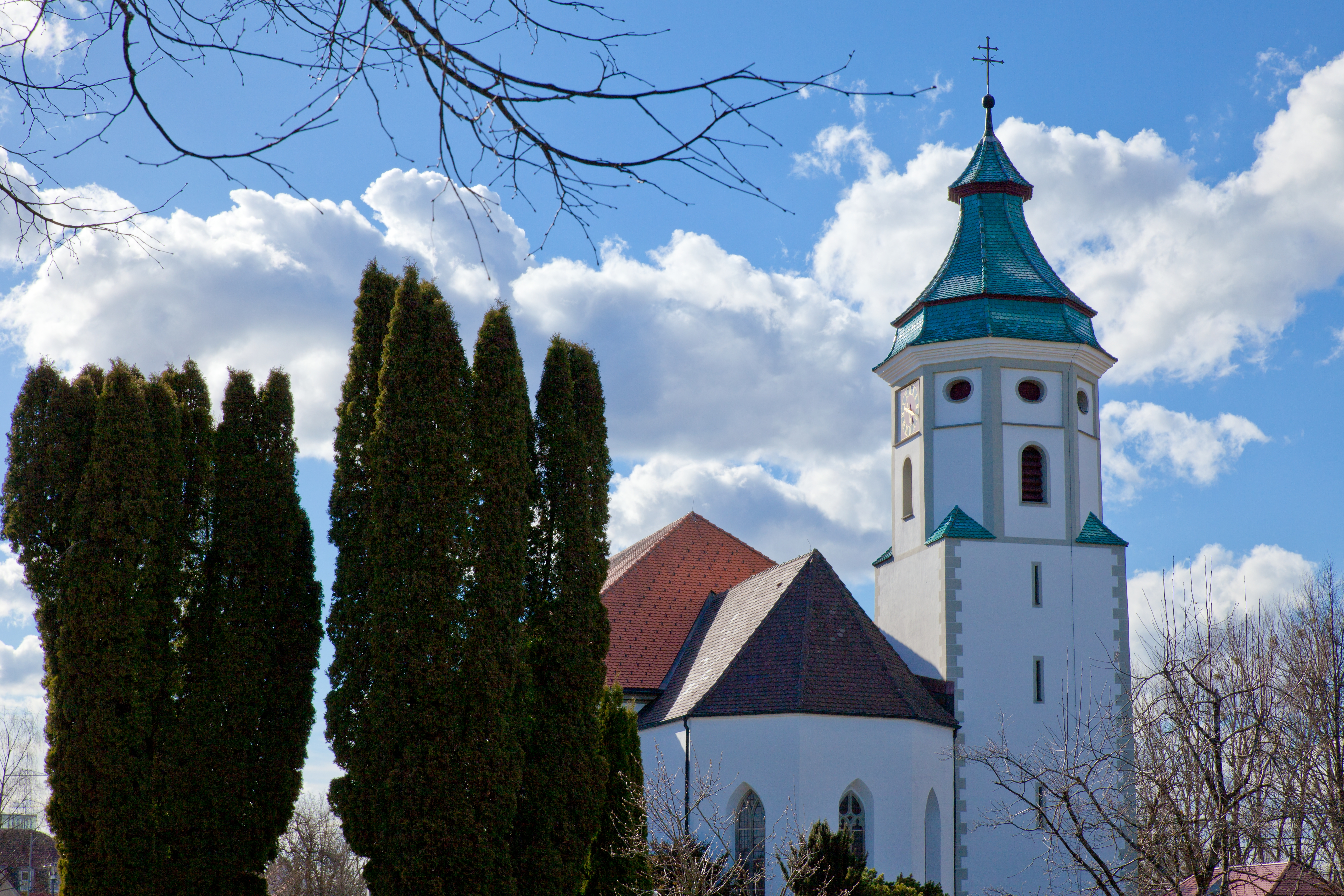
Die katholische Kirche St. Gallus und St. Nikolaus
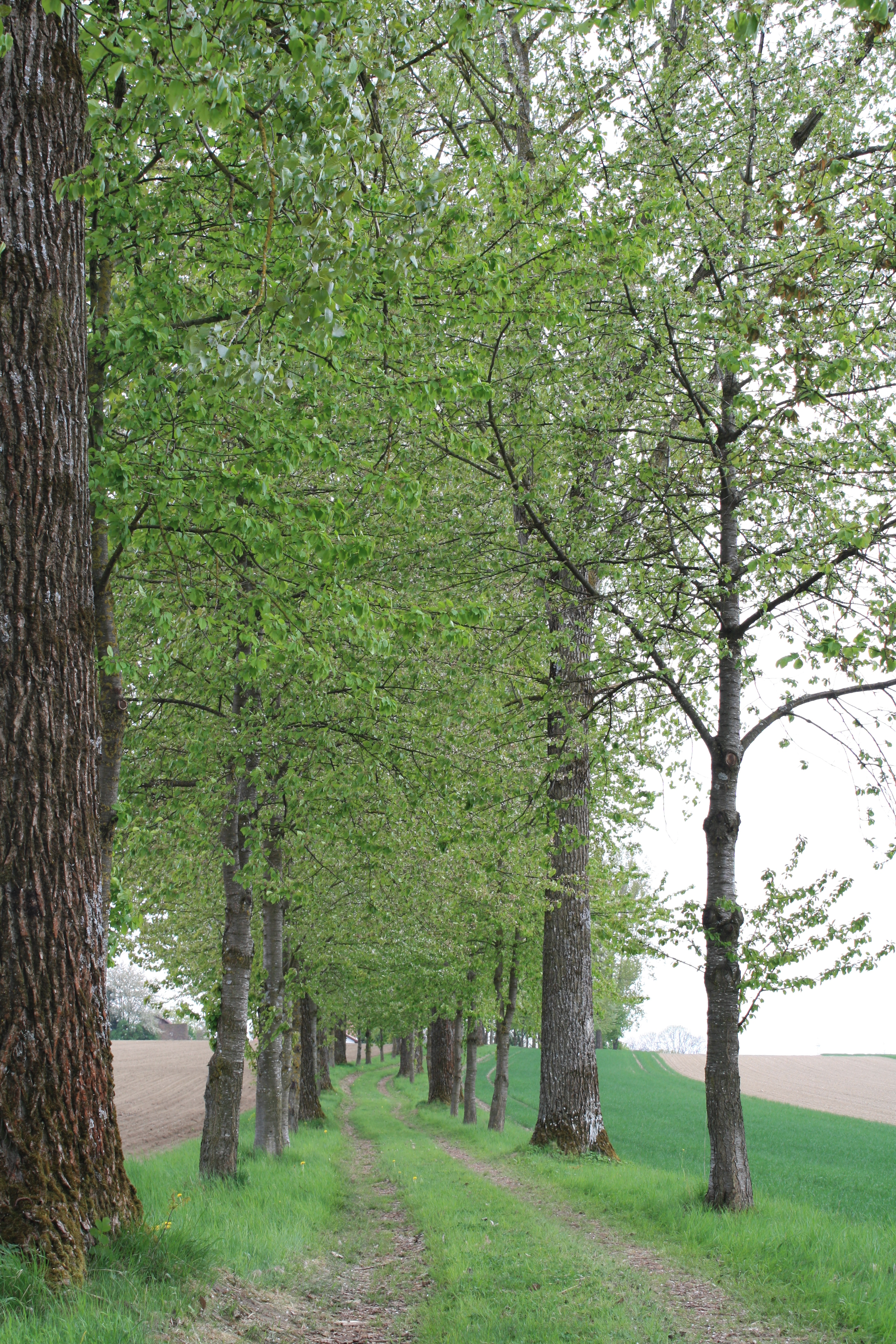
Allee zwischen Mayerhof und B32